# Jozo Džambo
Jozo Džambo ( Matina, Maglaj, 9. prosinca 1949.) je hrvatski i bosanskohercegovački pjesnik, književni kritičar, esejist i prevoditelj.

## Životopis
Nakon završene Franjevačke klasične gimnazije u Visokom, studirao filozofiju i teologiju u Sarajevu i Eichstattu, zatim slavistiku, povijest jugoistočne Europe i tursku filologiju na sveučilištu u Bochumu (Njemačka). Magistrirao 1979., a doktorirao 1984. s temom: Die Franziskaner im mittelalterlichen Bosnien (Franjevci u srednjovjekovnoj Bosni, disertacija nagrađena godišnjom nagradom Društva za jugoistočnu Europu u Münchenu). Radio kao znanstveni suradnik i asistent na Sveučilištu u Bochumu, u Bavarskom nacionalnom muzeju u Münchenu, na odsjeku za etnologiju Sveučilišta u Münchenu i na Sudost-Institut u Münchenu. Od 1992. znanstveni suradnik u Adalbert Stifter Verein, institutu za njemačko-češke kulturne veze. Od 1976. do 1987. urednik i stalni suradnik časopisa za tursku filologiju Materialia turcica, a od 1992. odgovorni urednik godišnjaka Stifter. Piše i objavljuje na hrvatskom i njemačkom jeziku u prvome redu studije, priloge i recenzije iz uže struke: povijesti, književne i kulturne povijesti, ali i književne radove i prijevode. Prevodi poeziju, prozu i znanstvene radove s njemačkog, makedonskog i  bugarskog jezika. Od 1972. neprekidno živi i radi u Njemačkoj.  
2018. godine mu je akon višegodišnjeg predanog i temeljitog rada iz tiska izašla knjiga Bitka za Žepče 7. kolovoza 1878. prema austrijskim i njemačkim izvorima.

## Djela
- pjesme, književne kritike, eseji, studije iz povijesti i književne i kulturne povijesti - u periodici.

## Vanjske poveznice
- U Njemačkoj  Arhivirana inačica izvorne stranice od 23. rujna 2008. (Wayback Machine)